# Forrest Gump
Forrest Gump är en amerikansk dramakomedifilm från 1994 i regi av Robert Zemeckis med Tom Hanks i titelrollen. Filmen är baserad på boken med samma namn av Winston Groom och hade biopremiär i USA den 6 juli 1994.

## Handling
Trots sin avsevärt begränsade intelligens lyckas Forrest Gump (Tom Hanks) bli elitidrottsman, krigshjälte i Vietnamkriget och framgångsrik affärsman. Men det enda Forrest egentligen vill är att hans stora kärlek Jenny (Robin Wright) ska ha det bra.

## Rollista
- Tom Hanks – Forrest Gump
  - Michael Conner Humphreys – ung Forrest Gump
- Robin Wright – Jenny Curran
  - Hanna Hall – ung Jenny Curran
- Gary Sinise – löjtnant Dan Taylor
- Mykelti Williamson – Bubba Blue
- Sally Field – Mrs. Gump
- Haley Joel Osment – Forrest Jr.
- Peter Dobson – Elvis Presley
- Dick Cavett – sig själv
- Siobhan Fallon Hogan – Dorothy Harris, busschauffören
- Sonny Shroyer – fotbollstränare

## Om filmen
Det filmtekniskt mest intressanta torde vara hur Forrest Gump klipps in i gamla filmavsnitt med bland andra president John F. Kennedy, och hur han förefaller interagera med personerna i dessa filmavsnitt. Forrest Gump blir på så sätt inte bara en skildring av huvudpersonens liv, utan även en film om den moderna amerikanska historien. Filmen blev en mycket stor kassasuccé och belönades med sex Oscarstatyetter, bland annat för bästa film, bästa manliga skådespelare och bästa regissör. 
"Weird Al" Yankovic skrev en låt med titeln Gump, baserad på Lump av The Presidents of the United States of America, som med tillhörande musikvideo gjorde parodi på filmen.

## Utmärkelser
| Priser och nomineringar          | Priser och nomineringar         | Priser och nomineringar                                                   | Priser och nomineringar | Priser och nomineringar |
| Utmärkelse                       | Kategori                        | Mottagare                                                                 | Resultat                |                         |
| -------------------------------- | ------------------------------- | ------------------------------------------------------------------------- | ----------------------- | ----------------------- |
| Oscar (67:e)                     | Bästa film                      | Wendy Finerman, Steve Starkey och Steve Tisch                             | Vann                    |                         |
| Oscar (67:e)                     | Bästa regi                      | Robert Zemeckis                                                           | Vann                    |                         |
| Oscar (67:e)                     | Bästa manliga huvudroll         | Tom Hanks                                                                 | Vann                    |                         |
| Oscar (67:e)                     | Bästa manus efter förlaga       | Eric Roth                                                                 | Vann                    |                         |
| Oscar (67:e)                     | Bästa klippning                 | Arthur Schmidt                                                            | Vann                    |                         |
| Oscar (67:e)                     | Bästa specialeffekter           | Ken Ralston, George Murphy, Stephen Rosenbaum och Allen Hall              | Vann                    |                         |
| Oscar (67:e)                     | Bästa manliga biroll            | Gary Sinise                                                               | Nominerad               |                         |
| Oscar (67:e)                     | Bästa filmmusik                 | Alan Silvestri                                                            | Nominerad               |                         |
| Oscar (67:e)                     | Bästa ljudredigering            | Gloria S. Borders och Randy Thom                                          | Nominerad               |                         |
| Oscar (67:e)                     | Bästa ljud                      | Randy Thom, Tom Johnson, Dennis S. Sands och William B. Kaplan            | Nominerad               |                         |
| Oscar (67:e)                     | Bästa scenografi                | Rick Carter och Nancy Haigh                                               | Nominerad               |                         |
| Oscar (67:e)                     | Bästa foto                      | Don Burgess                                                               | Nominerad               |                         |
| Oscar (67:e)                     | Bästa smink                     | Daniel C. Striepeke, Hallie D'Amore och Judith A. Cory                    | Nominerad               |                         |
| Golden Globe Award (52:a)        | Bästa film – drama              | Forrest Gump                                                              | Vann                    |                         |
| Golden Globe Award (52:a)        | Bästa regi                      | Robert Zemeckis                                                           | Vann                    |                         |
| Golden Globe Award (52:a)        | Bästa manliga huvudroll – drama | Tom Hanks                                                                 | Vann                    |                         |
| Golden Globe Award (52:a)        | Bästa manliga biroll            | Gary Sinise                                                               | Nominerad               |                         |
| Golden Globe Award (52:a)        | Bästa kvinnliga biroll          | Robin Wright                                                              | Nominerad               |                         |
| Golden Globe Award (52:a)        | Bästa manus                     | Eric Roth                                                                 | Nominerad               |                         |
| Golden Globe Award (52:a)        | Bästa filmmusik                 | Alan Silvestri                                                            | Nominerad               |                         |
| BAFTA Awards (48:e)              | Bästa specialeffekter           | Ken Ralston, George Murphy, Stephen Rosenbaum, Doug Chiang och Allen Hall | Vann                    |                         |
| BAFTA Awards (48:e)              | Bästa film                      | Wendy Finerman, Steve Tisch, Steve Starkey och Robert Zemeckis            | Nominerad               |                         |
| BAFTA Awards (48:e)              | Bästa regi                      | Robert Zemeckis                                                           | Nominerad               |                         |
| BAFTA Awards (48:e)              | Bästa manliga huvudroll         | Tom Hanks                                                                 | Nominerad               |                         |
| BAFTA Awards (48:e)              | Bästa kvinnliga biroll          | Sally Field                                                               | Nominerad               |                         |
| BAFTA Awards (48:e)              | Bästa manus efter förlaga       | Eric Roth                                                                 | Nominerad               |                         |
| BAFTA Awards (48:e)              | Bästa foto                      | Don Burgess                                                               | Nominerad               |                         |
| BAFTA Awards (48:e)              | Bästa klippning                 | Arthur Schmidt                                                            | Nominerad               |                         |
| Guldbaggen (30:e)                | Bästa utländska film            | Robert Zemeckis                                                           | Nominerad               |                         |
| MTV Movie Awards (4:e)           | Bästa film                      | Forrest Gump                                                              | Nominerad               |                         |
| MTV Movie Awards (4:e)           | Bästa manliga prestation        | Tom Hanks                                                                 | Nominerad               |                         |
| MTV Movie Awards (4:e)           | Bästa genombrott                | Mykelti Williamson                                                        | Nominerad               |                         |
| Screen Actors Guild Awards (1:a) | Bästa manliga huvudroll         | Tom Hanks                                                                 | Vann                    |                         |
| Screen Actors Guild Awards (1:a) | Bästa manliga biroll            | Gary Sinise                                                               | Nominerad               |                         |
| Screen Actors Guild Awards (1:a) | Bästa kvinnliga biroll          | Sally Field                                                               | Nominerad               |                         |
| Screen Actors Guild Awards (1:a) | Bästa kvinnliga biroll          | Robin Wright                                                              | Nominerad               |                         |